# Cegielnia (powiat janowski)
Cegielnia – osada leśna (gajówka) w Polsce położona w województwie lubelskim, w powiecie janowskim, w gminie Janów Lubelski. 
Jest to jedna z najmniejszych wsi w Polsce.
W latach 1975–1998 miejscowość położona była w województwie tarnobrzeskim.

## Historia
Według spisu powszechnego z roku 1921 miejscowość Cegielnia Stara – leśniczówka posiadała 1 dom i 12 mieszkańców